# Arthur, 1. Duke of Connaught and Strathearn

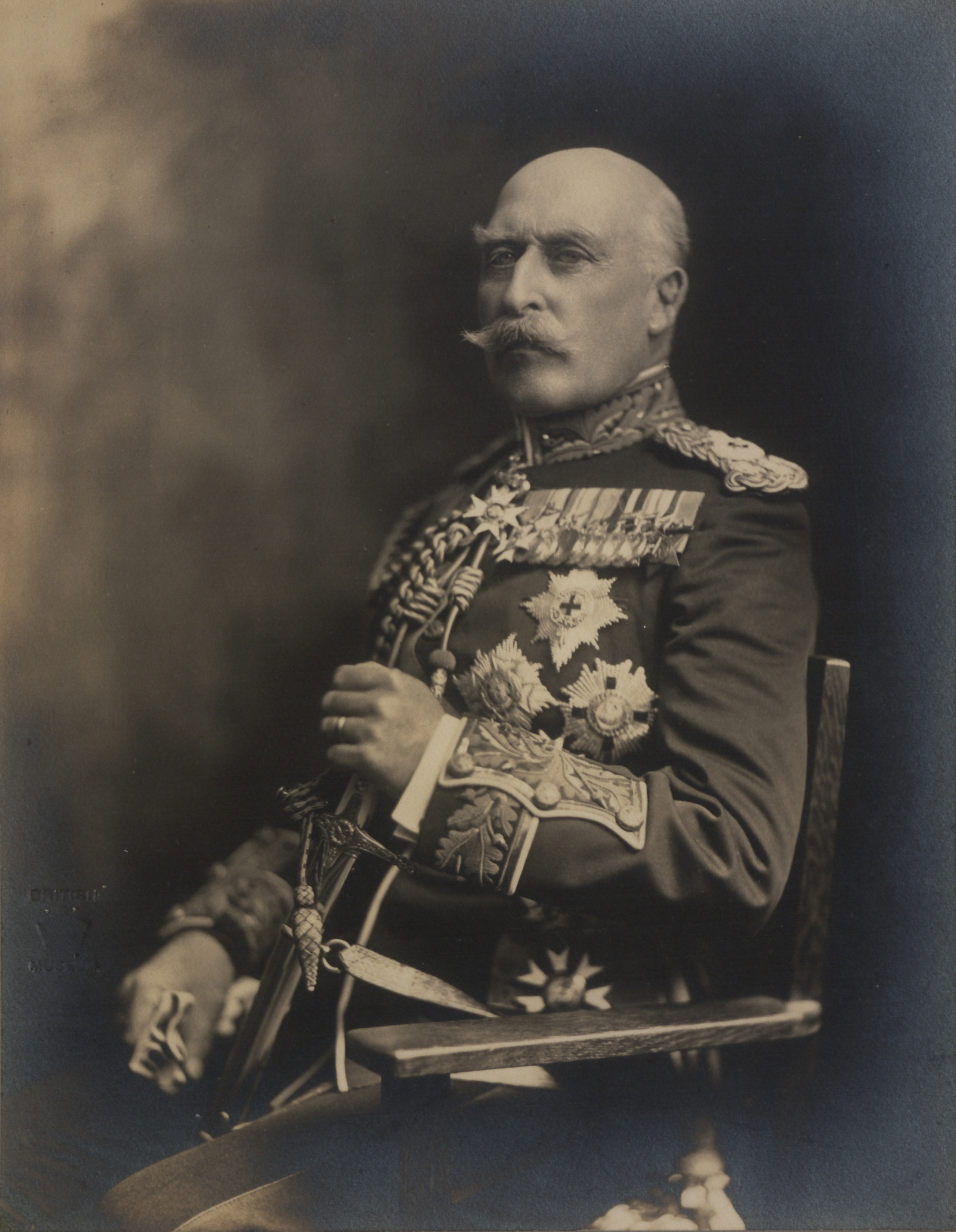
Prince Arthur, 1. Duke of Connaught and Strathearn (1913)

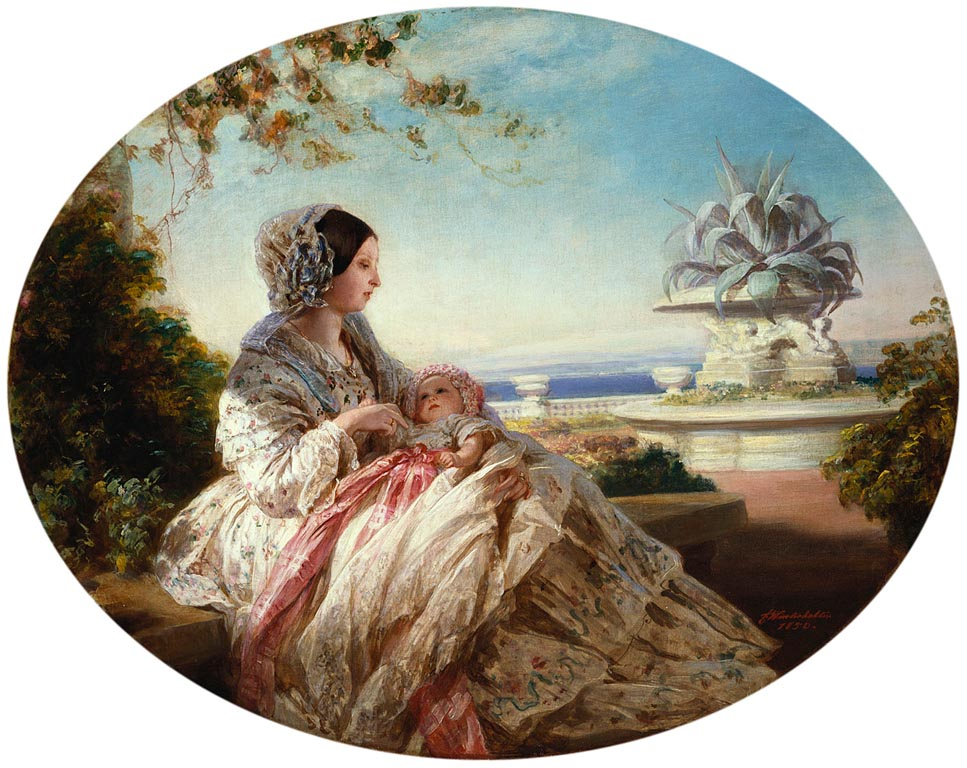
Königin Victoria mit Prinz Arthur (Gemälde von Franz Xaver Winterhalter, 1850)

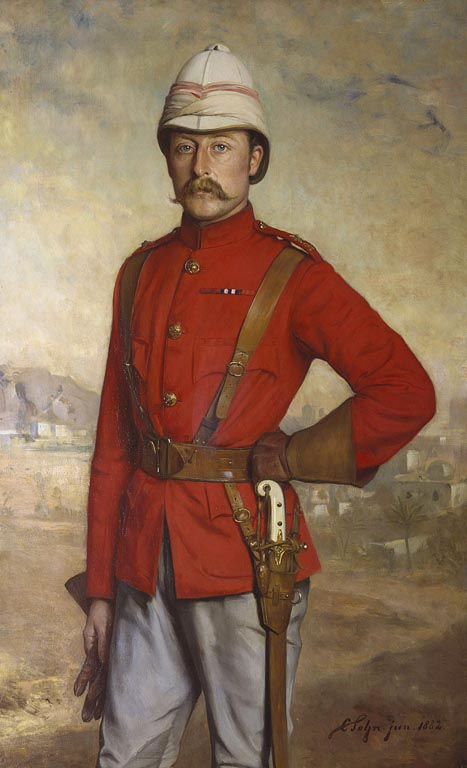
Prinz Arthur im Anglo-Ägyptischen Krieg, 1882 (Gemälde von Carl Rudolf Sohn)

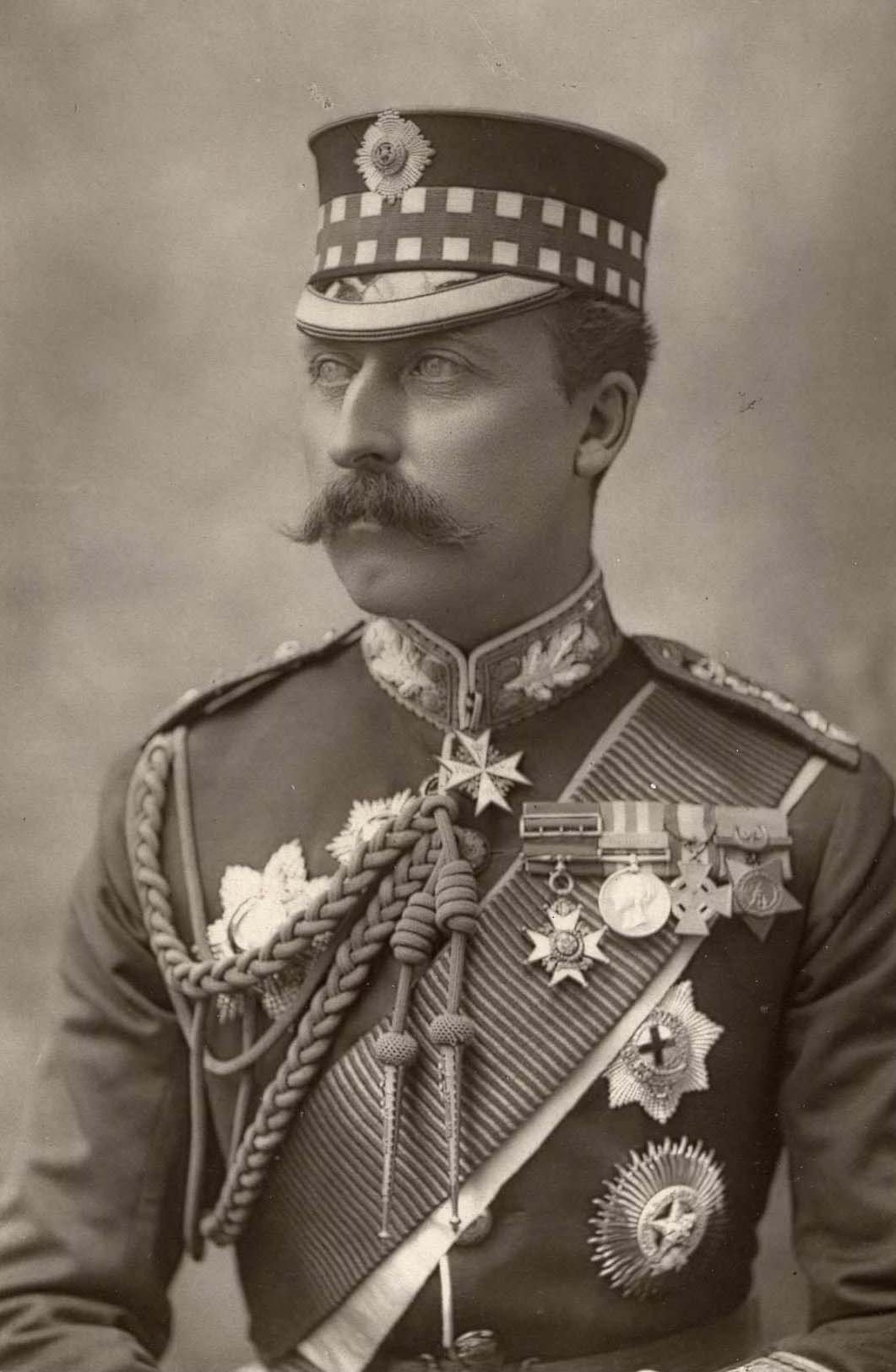
Prinz Arthur um 1900

HRH Prince Arthur William Patrick Albert, 1. Duke of Connaught and Strathearn KG, KT, KP, GCMG, GCSI, GCIE, GCVO, GCB, GBE, PC (* 1. Mai 1850 im Buckingham Palace, London; † 16. Januar 1942 in Bagshot Park, Surrey) war als Sohn von Königin Victoria ein Mitglied der britischen Königsfamilie und von 1911 bis 1916 Generalgouverneur von Kanada. Er war britischer Feldmarschall und kämpfte in verschiedenen britischen Kolonialkriegen. Er entstammte dem Haus Sachsen-Coburg und Gotha.

## Jugendzeit
Arthur war der dritte Sohn von Königin Victoria und Albert von Sachsen-Coburg und Gotha. Arthur wurde nach Arthur Wellesley, 1. Duke of Wellington, benannt, der auch einer seiner Paten war. Als Sohn der Königin trug er von Geburt an die Prädikatstitel His Royal Highness und Prince. Er war der Lieblingssohn seiner Mutter, was zum einen an seiner großen körperlichen Ähnlichkeit mit seinem Vater Prinz Albert lag und zum anderen an seinem deutlichen Mentalitäts- und Charakterunterschied zu seinem ältesten Bruder, dem Lebemann und späteren König Eduard VII. Arthur war eher gewissenhaft, pflichtbewusst und diszipliniert.
Arthur wurde von Privatlehrern erzogen und trat 1866 in die Royal Military Academy Woolwich ein. 1868 schloss er seine dortige Kadettenausbildung ab und trat als Lieutenant der Royal Engineers in die British Army ein. Er wechselte 1868 zur Royal Artillery und 1869 zur Rifle Brigade.

## Dukewürde und Militärlaufbahn
Am 24. Mai 1874 verlieh ihm seine Mutter die erblichen Peerwürden eines Duke of Connaught and Strathearn und Earl of Sussex.
Während seiner langen Militärlaufbahn in der British Army absolvierte der Duke of Connaught Einsätze in den verschiedenen Teilen des Britischen Empire. 1870 war er während der Red-River-Rebellion in Kanada. 1882 nahm er am Anglo-Ägyptischen Krieg unter General Wolseley zur Niederschlagung der Urabi-Bewegung in Ägypten teil. Am 13. September führte er dabei die Garde-Brigade in der Entscheidungsschlacht von Tel-el-Kebir. Von 1886 bis 1890 diente er als Oberbefehlshaber der Bombay Army in Britisch-Indien.
Am 1. April 1893 wurde er zum General befördert und Befehlshaber des Aldershot District Command. Die Hoffnung Arthurs, Nachfolger seines Großcousins Prinz George, 2. Duke of Cambridge, als Oberbefehlshaber der britischen Armee zu werden, erfüllte sich trotz dessen erzwungenen Rücktritts 1895 nicht. Am 26. Juni 1902 wurde Arthur zum Field Marshal befördert; anschließend diente er als Oberbefehlshaber in Irland (1900–1904), Generalinspekteur (1904–1907) und als Generalgouverneur in Kanada (1911–1916).

## Ehe und Nachkommen
Am 13. März 1879 heiratete Arthur eine Großnichte von Kaiser Wilhelm I., die Prinzessin Luise Margareta von Preußen, Tochter des Feldmarschalls Prinz Friedrich Karl Nikolaus von Preußen (1828–1885) und Prinzessin Maria Anna von Anhalt-Dessau (1837–1906). Das Paar hatte drei Kinder:

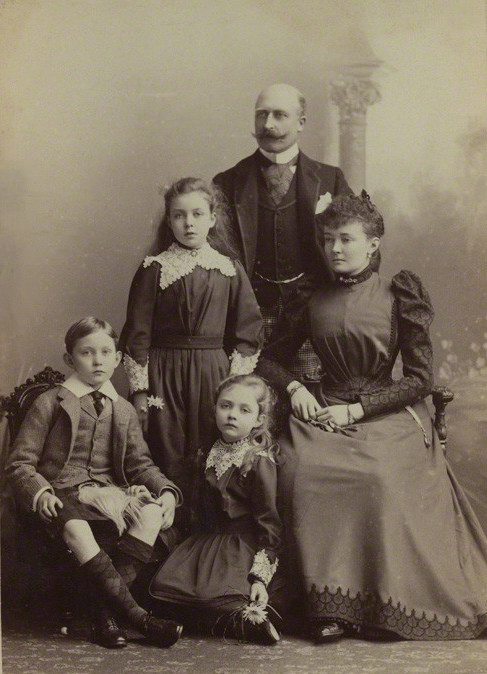
Prinz Arthur mit seiner Frau Luise Margareta von Preußen und ihren drei Kindern (1893)

- Princess Margaret of Connaught (1882–1920) ⚭ 1905 Gustav VI. Adolf (1882–1973), König von Schweden;
- Prince Arthur of Connaught (1883–1938) ⚭ 1913 Prinzessin Alexandra Duff, 2. Duchess of Fife (1891–1959);
- Princess Patricia of Connaught (1886–1974) ⚭ 1919 Sir Alexander Ramsay (1881–1972), Admiral der Royal Navy.

## Herzogtum Sachsen-Coburg-Gotha
1899 verstarb Arthurs Neffe Erbprinz Alfred von Sachsen-Coburg und Gotha, der Sohn von Arthurs älterem Bruder, des Herzogs Alfred von Sachsen-Coburg und Gotha. Arthur wäre der unmittelbare Nachfolger des Herzogs gewesen, entschloss sich jedoch, seinen Anspruch auf das Herzogtum ebenso wie den seines Sohnes abzutreten. Diesen erhielt dann der 15-jährige Sohn des bereits 1884 verstorbenen gemeinsamen Bruders Leopold Georg, Duke of Albany, Carl Eduard, 2. Duke of Albany, der 1900 zunächst unter Vormundschaft die Nachfolge von Alfred von Sachsen-Coburg-Gotha antrat und ab seinem 21. Geburtstag 1905 regierte.

## Generalgouverneur von Kanada
1911 wurde Arthur von der britischen Regierung zum Generalgouverneur von Kanada ernannt. Während seiner Amtszeit machte der Premierminister Kanadas, Robert Borden, erhebliche Fortschritte bei der Umwandlung der britischen Kolonie in einen unabhängigen Staat. Um die Verbindungen zwischen der britischen Monarchie und Kanada zu stärken, entsandte die britische Regierung mit Arthur zum ersten Mal ein Mitglied der britischen Königsfamilie nach Kanada.
Arthur reiste mit seiner Frau, der Duchess of Connaught, und seiner Tochter Patricia nach Kanada. Sie lebten in Rideau Hall in Ottawa und unternahmen ausgedehnte Reisen durch Kanada.
Der 1916 eröffnete Connaught-Tunnel in den Rocky Mountains und das Connaught-Gebäude in Ottawa wurden nach ihm benannt.

## Erster Weltkrieg
Nach Ausbruch des Ersten Weltkriegs 1914 verblieben Arthur und seine Familie in Kanada. Er betonte die Notwendigkeit militärischen Trainings der kanadischen Truppen und gab seinen Namen dem Connaught Cup der Royal Canadian Mounted Police, um mit diesem Wettbewerb die Pistolen-Schießkunst der kanadischen Rekruten zu verbessern.
Während des Krieges war er in verschiedenen Hilfsdiensten tätig und leitete Krankenhausbesuche, während seine Frau für das Rote Kreuz und andere Organisationen arbeitete. Sie war außerdem Colonel-in-Chief der Duchess of Connaught’s Own Irish Canadian Rangers Battalion, eines der Regimenter der Canadian Expeditionary Forces. Ihre Tochter Prinzessin Patricia gab ihren Namen einem neu gegründeten Regiment, der Princess Patricia’s Canadian Light Infantry.

## Späteres Leben
Nach Ende seiner Amtszeit in Kanada kehrte Arthur zur britischen Armee zurück, um dort für den Rest des Krieges zu dienen. Die Duchess, die bereits während des Aufenthalts in Kanada erkrankt war, starb im März 1917. Arthur zog sich 1928 aus dem öffentlichen Leben zurück und starb am 16. Januar 1942 in Bagshot Park im Alter von 91 Jahren. Seine Titel als Duke of Connaught and Strathearn und Earl of Sussex gingen, da sein einziger Sohn bereits 1938 verstorben war, nach seinem Tod auf dessen Sohn Alastair über. Als dieser bereits ein Jahr später, am 26. April 1943, kinderlos starb, erloschen die Titel.

## Orden und Ehrenzeichen

Wappen von Prinz Arthur, Duke of Connaught and Strathearn

- Royal Knight Companion des Hosenbandordens (1867)
- Großkreuz des Herzoglich Sachsen-Ernestinischen Hausordens (1868)
- Extra Knight Companion des Distelordens (1869)
- Knight Companion des Order of St. Patrick (1869)
- Knight Grand Cross des Order of St. Michael and St. George (1870)
- Knight Grand Commander des Order of the Star of India (1877)
- Knight Grand Commander des Order of the Indian Empire (1887)
- Knight Grand Cross des Royal Victorian Order (1896)
- Grand Master and Principal Knight Grand Cross des Order of the Bath (1898)
- Ritter des königlich-schwedischen Ordens Karls XIII. (1905)
- Knight Grand Cross des Order of the British Empire (1917)
- Royal Victorian Chain (1902)
- Privy Counsellor (1871)
- Ritter des Schwarzen Adlerordens mit der Kette[1]
- Ritter des Ordens Pour le Mérite[1]
- Großkomtur des Königlichen Hausordens von Hohenzollern[1]

## Vorfahren
|  |                                                      |  |  |  |  |  |  |  |  |  |  |  |  |  |  |  |
|  | Franz von Sachsen-Coburg-Saalfeld (1750–1806)        |  |  |  |  |  |  |  |  |  |  |  |  |  |  |  |
|  |                                                      |  |  |  |  |  |  |  |  |  |  |  |  |  |  |  |
|  |                                                      |  |  |  |  |  |  |  |  |  |  |  |  |  |  |  |
|  | Ernst I. von Sachsen-Coburg und Gotha (1784–1844)    |  |  |  |  |  |  |  |  |  |  |  |  |  |  |  |
|  |                                                      |  |  |  |  |  |  |  |  |  |  |  |  |  |  |  |
|  |                                                      |  |  |  |  |  |  |  |  |  |  |  |  |  |  |  |
|  | Auguste Reuß zu Ebersdorf (1757–1831)                |  |  |  |  |  |  |  |  |  |  |  |  |  |  |  |
|  |                                                      |  |  |  |  |  |  |  |  |  |  |  |  |  |  |  |
|  |                                                      |  |  |  |  |  |  |  |  |  |  |  |  |  |  |  |
|  | Albert von Sachsen-Coburg und Gotha (1819–1861)      |  |  |  |  |  |  |  |  |  |  |  |  |  |  |  |
|  |                                                      |  |  |  |  |  |  |  |  |  |  |  |  |  |  |  |
|  |                                                      |  |  |  |  |  |  |  |  |  |  |  |  |  |  |  |
|  | August von Sachsen-Gotha-Altenburg (1772–1822)       |  |  |  |  |  |  |  |  |  |  |  |  |  |  |  |
|  |                                                      |  |  |  |  |  |  |  |  |  |  |  |  |  |  |  |
|  |                                                      |  |  |  |  |  |  |  |  |  |  |  |  |  |  |  |
|  | Luise von Sachsen-Gotha-Altenburg (1800–1831)        |  |  |  |  |  |  |  |  |  |  |  |  |  |  |  |
|  |                                                      |  |  |  |  |  |  |  |  |  |  |  |  |  |  |  |
|  |                                                      |  |  |  |  |  |  |  |  |  |  |  |  |  |  |  |
|  | Luise Charlotte zu Mecklenburg (1779–1801)           |  |  |  |  |  |  |  |  |  |  |  |  |  |  |  |
|  |                                                      |  |  |  |  |  |  |  |  |  |  |  |  |  |  |  |
|  |                                                      |  |  |  |  |  |  |  |  |  |  |  |  |  |  |  |
|  | Arthur, Duke of Connaught and Strathearn (1850–1942) |  |  |  |  |  |  |  |  |  |  |  |  |  |  |  |
|  |                                                      |  |  |  |  |  |  |  |  |  |  |  |  |  |  |  |
|  |                                                      |  |  |  |  |  |  |  |  |  |  |  |  |  |  |  |
|  | Georg III. von Großbritannien und Irland (1738–1820) |  |  |  |  |  |  |  |  |  |  |  |  |  |  |  |
|  |                                                      |  |  |  |  |  |  |  |  |  |  |  |  |  |  |  |
|  |                                                      |  |  |  |  |  |  |  |  |  |  |  |  |  |  |  |
|  | Edward, Duke of Kent and Strathearn (1767–1820)      |  |  |  |  |  |  |  |  |  |  |  |  |  |  |  |
|  |                                                      |  |  |  |  |  |  |  |  |  |  |  |  |  |  |  |
|  |                                                      |  |  |  |  |  |  |  |  |  |  |  |  |  |  |  |
|  | Sophie Charlotte zu Mecklenburg-Strelitz (1744–1818) |  |  |  |  |  |  |  |  |  |  |  |  |  |  |  |
|  |                                                      |  |  |  |  |  |  |  |  |  |  |  |  |  |  |  |
|  |                                                      |  |  |  |  |  |  |  |  |  |  |  |  |  |  |  |
|  | Victoria von Großbritannien und Irland (1819–1901)   |  |  |  |  |  |  |  |  |  |  |  |  |  |  |  |
|  |                                                      |  |  |  |  |  |  |  |  |  |  |  |  |  |  |  |
|  |                                                      |  |  |  |  |  |  |  |  |  |  |  |  |  |  |  |
|  | Franz von Sachsen-Coburg-Saalfeld (1750–1806)        |  |  |  |  |  |  |  |  |  |  |  |  |  |  |  |
|  |                                                      |  |  |  |  |  |  |  |  |  |  |  |  |  |  |  |
|  |                                                      |  |  |  |  |  |  |  |  |  |  |  |  |  |  |  |
|  | Victoire von Sachsen-Coburg-Saalfeld (1786–1861)     |  |  |  |  |  |  |  |  |  |  |  |  |  |  |  |
|  |                                                      |  |  |  |  |  |  |  |  |  |  |  |  |  |  |  |
|  |                                                      |  |  |  |  |  |  |  |  |  |  |  |  |  |  |  |
|  | Auguste Reuß zu Ebersdorf (1757–1831)                |  |  |  |  |  |  |  |  |  |  |  |  |  |  |  |
|  |                                                      |  |  |  |  |  |  |  |  |  |  |  |  |  |  |  |
|  |                                                      |  |  |  |  |  |  |  |  |  |  |  |  |  |  |  |

## Benennungen
Nach ihm ist Prince Patrick Island in den Nordwest-Territorien benannt. Auch wurde nach ihm der 1933 erbaute Connaught Place in Neu Delhi benannt – zu Ehren seines Besuchs in Indien im Jahr 1921.